# Fairey F.2
Fairey F.2 – brytyjski eksperymentalny trzymiejscowy eskortowy samolot myśliwski w układzie dwupłatu z okresu I wojny światowej, zaprojektowany i zbudowany w wytwórni Fairey Aviation Company w Hayes. Z powodu niezadowalających właściwości lotnych i niskich osiągów maszyna nie weszła do produkcji seryjnej.

## Historia
Po odniesionych w końcu 1915 roku sukcesach niemieckich myśliwców Fokker E.I i E.III, w Wielkiej Brytanii narodziła się koncepcja samolotu eskortowego – dużego, wielosilnikowego, silnie uzbrojonego i zdolnego do długotrwałego lotu. W odpowiedzi na zapotrzebowanie złożone przez Admiralicję, w zakładach Fairey Aviation Company w Hayes powstała pierwsza konstrukcja tej firmy, model F.2. Zaprojektowano go jako trzymiejscowy (pilot i dwóch strzelców pokładowych) dwupłat, napędzany dwoma silnikami widlastymi Rolls-Royce Falcon.
Prototyp został oblatany 17 maja 1917 roku, jednak z powodu niskich osiągów, niezadowalających właściwości lotnych i utraty zainteresowania przez zamawiającego prace nad tą konstrukcją zostały przerwane po zbudowaniu jednego egzemplarza.

## Opis konstrukcji i dane techniczne
Fairey F.2 był dwusilnikowym, trzyosobowym eskortowym dwupłatem myśliwskim o konstrukcji całkowicie drewnianej. Kadłub o przekroju prostokątnym, konstrukcji kratownicowej, oprofilowany od góry listwami na półokrągło, pokryty płótnem (z wyjątkiem górnej części mieszczącej kabiny pilota i strzelców, która była kryta sklejką). Skrzydła proste, dwudźwigarowe, konstrukcji drewnianej, kryte płótnem, o jednakowej cięciwie i jednakowym wzniosie wynoszącym 1°. Rozpiętość górnego płata wynosiła 23,47 metra, zaś płata dolnego 16,8 metra. Skrzydła były trójdzielne i składane w celu ułatwienia hangarowania. Powierzchnia nośna skrzydeł wynosiła 66,74 m². Lotki na górnym płacie, wystające poza obrys skrzydła. Długość samolotu wynosiła 12,36 metra, a wysokość 4,11 metra. Masa startowa płatowca wynosiła 2213 kg. Usterzenie poziome klasyczne, drewniane, kryte płótnem; usterzenie pionowe potrójne, ze statecznikiem na środku i statecznikami ze sterami na zewnątrz. Stery poruszane linkami, w większości poprowadzonymi na zewnątrz kadłuba. Podwozie, amortyzowane sznurem gumowym, składało się z czterokołowego wózka, z osią niedzieloną łączącą przednią parę kół i osią łamaną w drugiej parze; z tyłu płoza ogonowa, również amortyzowana sznurem.
Napęd stanowiły umieszczone w gondolach skrzydłowych dwa chłodzone cieczą 12-cylindrowe silniki widlaste Rolls-Royce Falcon o mocy 142 kW (190 KM) każdy, napędzające drewniane czterołopatowe śmigła ciągnące. Zbiorniki paliwa i oleju znajdowały się w gondolach silnikowych, zaś chłodnice czołowe były zblokowane z silnikami. Prędkość maksymalna na wysokości 0 wynosiła 150 km/h, zaś prędkość lądowania 61 km/h. Długotrwałość lotu wynosiła 3,5 godziny. Maszyna osiągała pułap 1500 metrów w czasie 6 minut.
Uzbrojenie składało się z dwóch ruchomych karabinów maszynowych Lewis kalibru 7,7 mm, zamontowanych na obrotnicach Scarffa na przednim i tylnym stanowisku strzelców pokładowych. Samolot mógł zabrać kilka bomb o niewielkim wagomiarze, umieszczonych na zaczepach pod kadłubem. 